# Estação Presidente Juscelino
Presidente Juscelino é uma estação ferroviária do estado do Rio de Janeiro. Localiza-se no bairro de Juscelino, no município de Mesquita, sendo uma das três estações ferroviárias da cidade.

## História

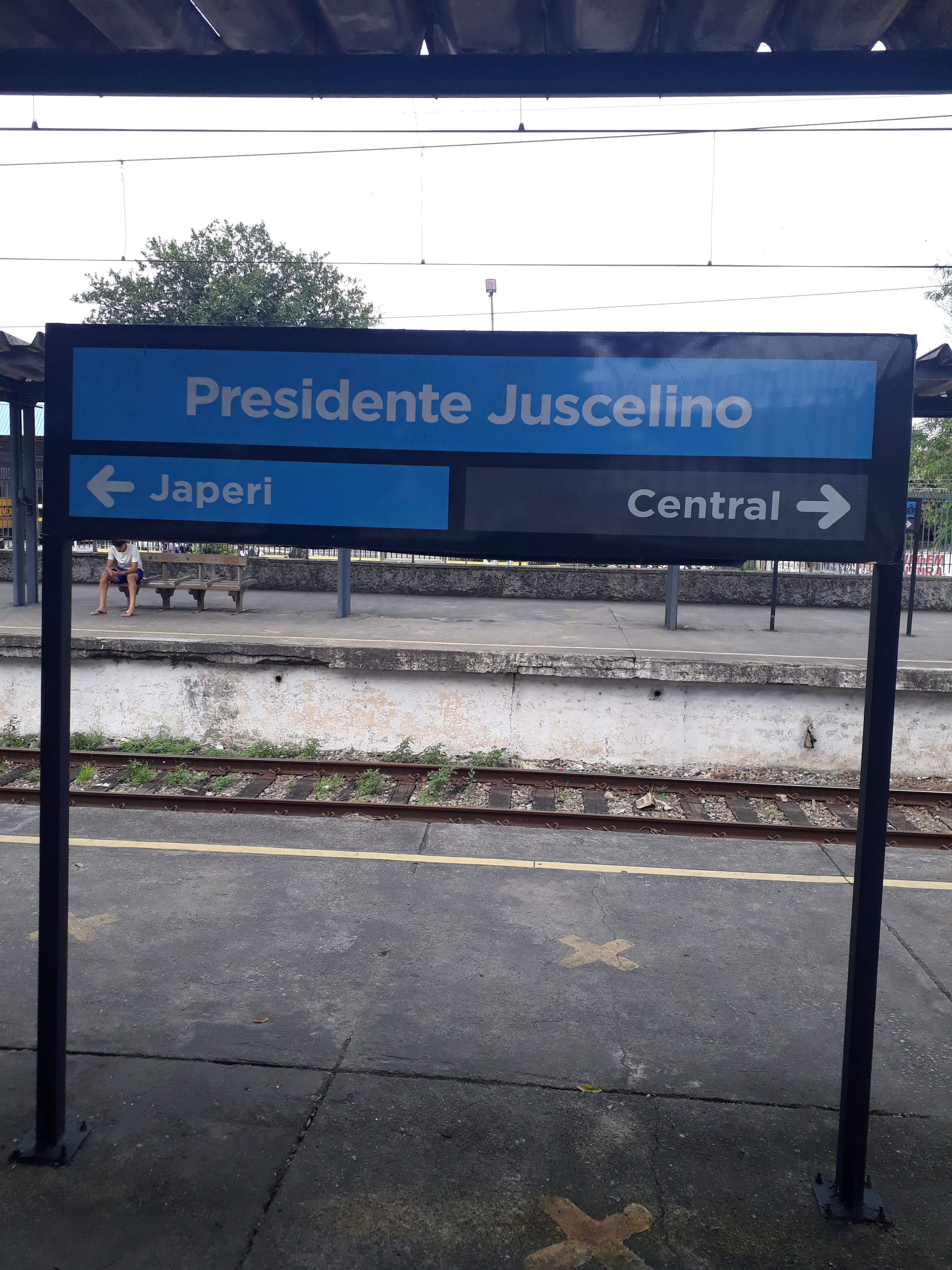
Placa Presidente Juscelino

A estação foi inaugurada no ano de 1961, com o nome de Vila Nova. recebendo também o apelido de Papavento, tendo seu nome alterado, posteriormente, para  o atual, em homenagem ao ex-presidente Juscelino Kubitschek, sendo posteriormente transformada em uma estação de trens metropolitanos da SuperVia.
Após a mudança de nome, seu entorno recebeu o nome de Juscelino, separando-se do restante do bairro, que permaneceu com o nome de Vila Nova.

## Plataformas
Plataforma 1A: Sentido Japeri
Plataforma 2B: Sentido Central do Brasil